# صنا اصلانوا
صنا اصلانوا (انگلیسی: Sona Aslanova; ۴ اکتبر ۱۹۲۴ – ۹ مارس ۲۰۱۱) خواننده اپرا، مربی موسیقی و بازیگر و خواننده دارای صدای سوپرانو اهل شوروی و جمهوری آذربایجان و خادم هنر افتخاری آذربایجان شوروی بود که به اجرای موسیقی‌های کلاسیک و فولکلور آذربایجانی، موسیقی روسی|روسی و سایر ملت‌ها شهرت داشت.

## زندگی‌نامه
صنا اصلانوا ۴ اکتبر سال ۱۹۲۴ در باکو، پایتخت آذربایجان شوروی چشم به جهان گشود. وی دانش‌آموخته رشته خوانندگی اپرا از آکادمی موسیقی باکو بود که بعدها در آنجا مشغول به تدریس شد.
صنا اصلانوا نه تنها در برنامه‌های زنده و غیرزنده رادیویی متعددی آواز خوانده بود، بلکه در بسیاری از فیلم‌های به عنوان خواننده یا بازیگر روی صحنه رفته بود. از نقش‌های برجسته او می‌توان به «نگار» در فیلم کوراوغلو، «آسیا» در آرشین مال آلان و «اصلی» در اصلی و کرم اشاره کرد. تمام این ۳ اپرا را عزیر حاجی‌بیگف که صنا اصلانوا را به خوانندگی اپرا راغب کرده بود، ساخته بود.
صنا اصلانوا در بسیاری از سفرهای هئت‌های هنرمندان آذربایجانی به جمهوری‌های اتحاد جماهیر شوروی و دیگر کشورهای خارجی حضور داشت. او در طول فعالیت‌های خود توانست شانه به شانه با خوانندگان پرآوازه آذربایجانی همچون بولبول و رشید بهبودوف آوازخوانی کنند.
صنا اصلانوا در سال ۱۹۹۴ به ایالت لس آنجلس ایالات متحده آمریکا منتقل شد و تا آخر عمر خود، یعنی ۹ مارس سال ۲۰۱۱ در آنجا اقامت گزید.

## جوایز و نشان‌ها
- خادم هنر افتخاری آذربایجان شوروی (۱۹۵۶)
- «نشان شرف» شوروی (۱۹۵۹)